# Сидорин, Василий Николаевич
Василий Николаевич Сидорин (1921—1992) — участник Великой Отечественной войны, командир звена 807-го штурмового авиационного полка (206-я штурмовая авиационная дивизия, 7-й штурмовой авиационный корпус, 14-я воздушная армия, 3-й Прибалтийский фронт), лейтенант. Герой Советского Союза.

## Биография
Родился 29 января 1921 года в селе Бык ныне Романовского района Саратовской области. Русский.
В 1939 году окончил 10 классов средней школы, в 1940 году — Саратовский аэроклуб.
В армии с июня 1940 года. В 1942 году окончил Энгельсскую военную авиационную школу лётчиков. Участник Великой Отечественной войны с июня 1943 года в должности командира звена 807-го штурмового авиационного полка. Сражался на Северо-Кавказском, Южном, 4-м Украинском, Ленинградском, 2-м и 3-м Прибалтийских фронтах. Принимал участие в прорыве обороны противника на реках Миус и Молочная, в освобождении Донбасса, Крыма, Литвы, Латвии и Эстонии.
Член ВКП(б)/КПСС с 1944 года. К сентябрю 1944 года совершил 142 боевых вылета на штурмовике «Ил-2», уничтожил 18 танков, 29 автомашин, 2 железнодорожных эшелона и много другой боевой техники. Всего за годы войны совершил 184 вылета, уничтожив значительное количество военной техники и живой силы противника.
В 1947 году окончил Высшую офицерскую школу штурманов (г. Краснодар). Продолжал службу в ВВС. С 1960 года подполковник В. Н. Сидорин — в запасе. Полковник (1975).
Жил и работал в городе Горький (ныне — Нижний Новгород).
В середине 1970-х годов переехал в город Красный Сулин Ростовской области, работал электромехаником, начальником штаба Гражданской обороны города.
Умер 11 сентября 1992 года, похоронен на кладбище в посёлке 50 лет Октября, города Красный Сулин.

## Награды
- За мужество и героизм, проявленные в боях с немецко-фашистскими захватчиками, лейтенанту Сидорину Василию Николаевичу Указом Президиума Верховного Совета СССР от 23 февраля 1945 года присвоено звание Героя Советского Союза с вручением ордена Ленина и медали «Золотая Звезда» (№ 5995).
- Награждён орденами Красного Знамени (1944), Александра Невского (1945), тремя орденами Отечественной войны 1-й степени (1943, 1944, 1985), двумя орденами Красной Звезды (1943, 1956), а также медалями, среди которых медаль «За доблестный труд».

## Память
- На Аллее Героев в городе Красный Сулин установлен барельеф В. Н. Сидорина, на доме, где он жил (улица Маршала Жукова, д. 4), установлена мемориальная доска. Его имя носит одна из улиц[арм.] города.